# HD 67456
HD 67456，又名BD-20 2395，SAO 175206、HR 3183，是一颗恒星，视星等为5.38，位于銀經239.93，銀緯6.36，其B1900.0坐标为赤經8h 2m 53.2s，赤緯-20° 6.36′ 55″。